# Marta Temido

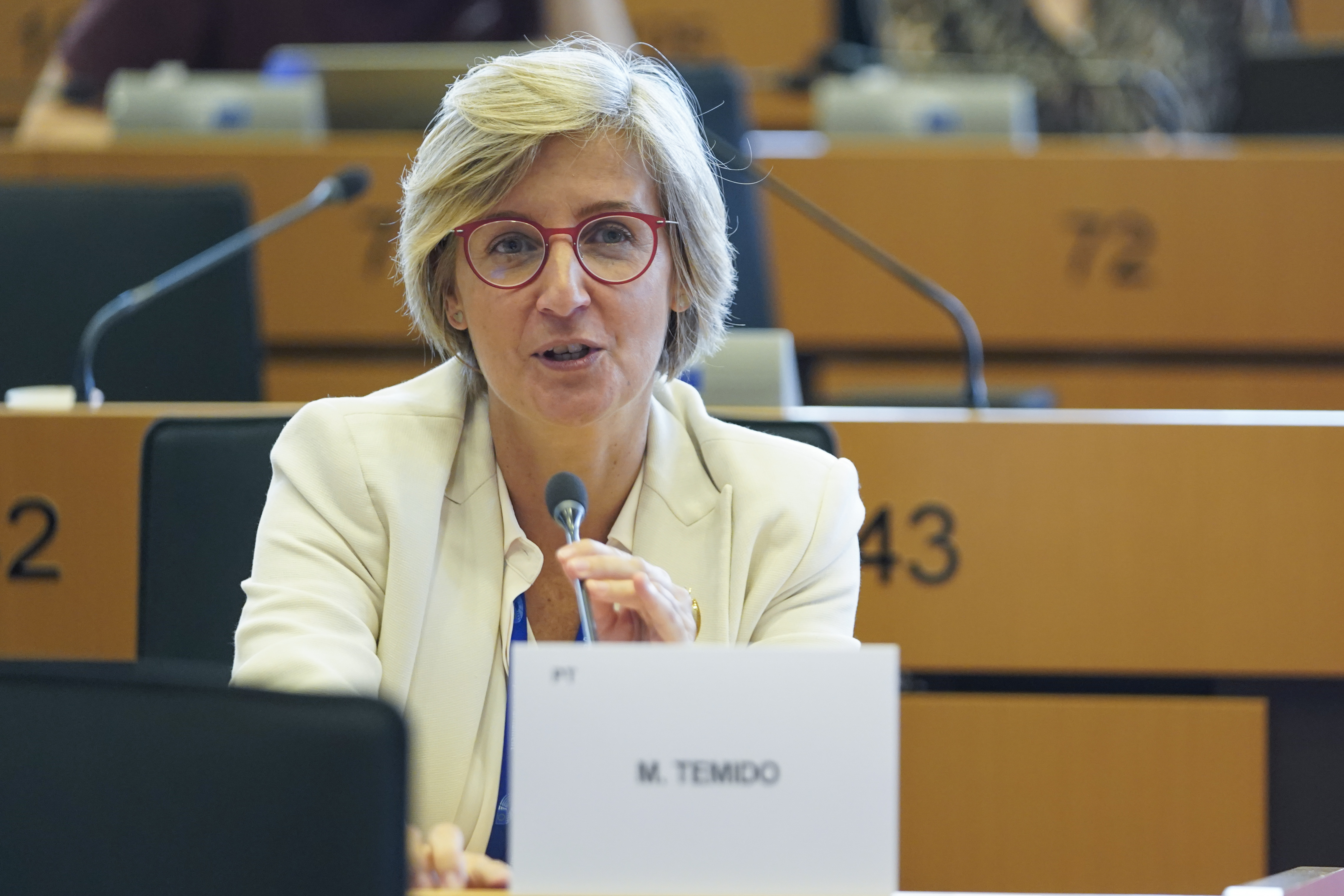
Marta Temido (2024)

Marta Alexandra Fartura Braga Temido de Almeida Simões (* 2. März 1974 in Coimbra) ist eine portugiesische Gesundheitsökonomin und Politikerin. Von 2018 bis 2022 gehörte sie als parteilose Gesundheitsministerin der portugiesischen Regierung an.

## Leben
Temido studierte Gesundheitsökonomie und -verwaltung an der wirtschaftswissenschaftlichen Fakultät der Universität Coimbra und promovierte anschließend in internationaler Gesundheit am Hygiene- und Tropeninstitut der Universidade Nova de Lisboa. Zudem absolvierte sie ein Studium der Rechtswissenschaften an der Universität Coimbra.
Sie spezialisierte sich auf Krankenhausverwaltung an der Escola Nacional de Saúde Pública, der portugiesischen Hochschule für Öffentliche Gesundheit an der Universidade Nova de Lisboa.
Sie war eingeladene Assistentin an der Pharmazeutischen Fakultät der Universität Coimbra und am Hygiene- und Tropeninstitut der Universidade Nova de Lisboa, dessen stellvertretende Direktorin sie später auch wurde.
Von 2015 bis 2017 war sie Präsidentin des Leitungsdirektoriums der Administração Central do Sistema de Saúde, I.P., der zentralen Verwaltung des Öffentlichen Gesundheitssystems Portugals. Sie leitete jahrelang verschiedene Krankenhausverwaltungen und war Präsidentin des portugiesischen Verbandes der Krankenhausverwalter, der Associação Portuguesa de Administradores Hospitalares. Zudem war sie Mitglied des Verwaltungsrates des portugiesischen Roten Kreuzes.
Sie veröffentlichte eine Reihe Fachbücher und Artikel in Fachzeitschriften, alleine und als Co-Autorin.
Am 15. Oktober 2018 wurde sie von Premierminister António Costa in sein erstes Kabinett berufen, als Nachfolgerin von Adalberto Campos Fernandes, der seit der Konstituierung des ersten Kabinetts Costa am 26. November 2015 Gesundheitsminister war.
Auch im folgenden zweiten Kabinett Costa ab dem 26. Oktober 2019 blieb sie Gesundheitsministerin. Sie war in der Funktion eine der Hauptverantwortlichen für die schnellen und umfangreichen, vergleichsweise erfolgreichen Maßnahmen nach Auftreten der COVID-19-Pandemie in Portugal ab dem 2. März 2020.
Am 30. August 2022 trat sie nach massiver Kritik wegen schwerer Mängel im Krankenhaussystem von ihrem Amt zurück. Ihr folgte Manuel Pizarro Castro nach.